# Lambula phyllodes
Lambula phyllodes là một loài bướm đêm thuộc phân họ Arctiinae, họ Erebidae.